# Epatomegalia
L'epatomegalia è un aumento del volume del fegato. È un sintomo aspecifico, e le cause possono essere molto varie: infettive, neoplastiche, tossiche, o metaboliche. Spesso, l'epatomegalia si presenta come una massa addominale. A seconda della causa, potrebbe talvolta essere associata a ittero.
La concomitante presenza di dolore all'ipocondrio destro, ovvero al di sotto dell'arcata costale, suggerisce l'insorgenza acuta dell'epatomegalia come in caso di ostruzione vascolare al deflusso venoso dal fegato o in caso di insufficienza cardiaca; più spesso il riscontro di epatomegalia non si associa ad alcuna sintomatologia dolorosa né necessita di alcun trattamento.